# مانويل دا مايا
مانويل دا مايا (بالبرتغالية: Manuel da Maia‏) هو أمين الأرشيف ومهندس معماري ومهندس برتغالي، ولد في 1677 في لشبونة في البرتغال، وتوفي بنفس المكان في 17 سبتمبر 1768.

## وصلات خارجية
- مانويل دا مايا على موقع الموسوعة البريطانية (الإنجليزية)